# Tom Moore
Tom Moore (1 de maio de 1883 – 12 de fevereiro de 1955) foi um diretor e ator norte-americano de origem irlandesa. Ele atuou em pelo menos 186 filmes, entre 1908 e 1954, estrelando filmes mudos, bem como em alguns dos primeiros filmes sonoros.
Ele nasceu Thomas J. Moore, em Condado de Meath, Irlanda e faleceu em Santa Mônica, Estados Unidos.
Seu irmão, Owen Moore, também foi um ator, e era casado com a atriz Mary Pickford.

## Filmografia selecionada

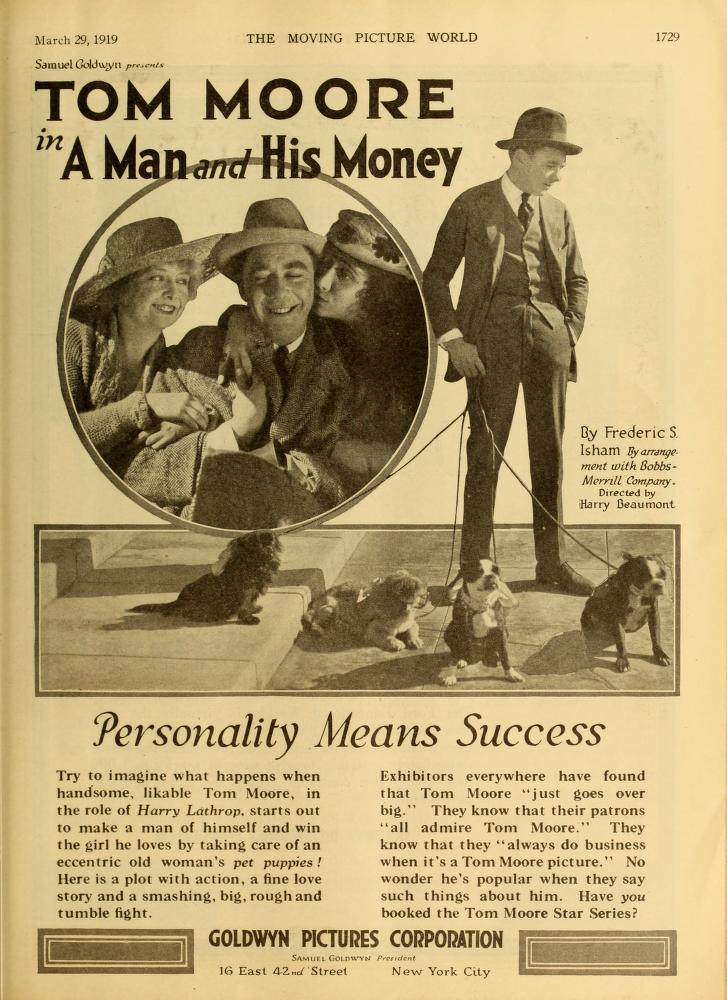
A Man and His Money (1919)

- The Christmas Burglars (1908)
- Dodging a Million (1918)
- Mr. Barnes of New York (1922)
- The Harbour Lights (1923)
- Dangerous Money (1924)